# أبيل كاباييرو
أبيل كاباييرو (بالإسبانية: Abel Caballero)‏ هو اقتصادي وكاتب وسياسي إسباني، ولد في 2 سبتمبر 1946 في بوينتيارياس في إسبانيا. حزبياً، نشط في حزب العمال الاشتراكي الإسباني والحزب الشيوعي الإسباني.

## مناصب
- في الانتخابات العمومية الإسبانية 1996 [الإنجليزية]‏، انتخب عضو مجلس النواب الإسباني  [لغات أخرى]‏ عن دائرة Pontevedra (Congress of Deputies constituency) [الإنجليزية]‏ خلال فترته النيابية  [لغات أخرى]‏ (21 مارس 1996 – 4 نوفمبر 1997).
- في الانتخابات العمومية الإسبانية 1993 [الإنجليزية]‏، انتخب عضو مجلس النواب الإسباني  [لغات أخرى]‏ عن دائرة Pontevedra (Congress of Deputies constituency) [الإنجليزية]‏ خلال فترته النيابية  [لغات أخرى]‏ (22 يونيو 1993 – 27 مارس 1996).
- في الانتخابات العامة الإسبانية 1989 [الإنجليزية]‏، انتخب عضو مجلس النواب الإسباني  [لغات أخرى]‏ عن دائرة Pontevedra (Congress of Deputies constituency) [الإنجليزية]‏ خلال فترته النيابية  [لغات أخرى]‏ (15 نوفمبر 1989 – 29 يونيو 1993).
- في الانتخابات العمومية الإسبانية 1986 [الإنجليزية]‏، انتخب عضو مجلس النواب الإسباني  [لغات أخرى]‏ عن دائرة Pontevedra (Congress of Deputies constituency) [الإنجليزية]‏ خلال فترته النيابية  [لغات أخرى]‏ (11 يوليو 1986 – 21 نوفمبر 1989).
- في الانتخابات العمومية الإسبانية 1982 [الإنجليزية]‏، انتخب عضو مجلس النواب الإسباني  [لغات أخرى]‏ عن دائرة A Coruña (Congress of Deputies constituency) [الإنجليزية]‏ خلال فترته النيابية  [لغات أخرى]‏ (10 نوفمبر 1982 – 23 أبريل 1986).
- انتخب Minister of Transport, Tourism and Communications ‏ (6 يوليو 1985 – 7 يوليو 1988).
- انتخب  (19 سبتمبر 2015 – ).
- انتخب عمدة فيغو  [لغات أخرى]‏ (16 يونيو 2007 – ).